# Барсбей
Аль-Малик аль-Ашраф Абу-ль-Наср Сайф ад-Дин Барсбей (или Барсбай) (араб. الأشرف سيف الدين برسباي‎; ум. 1438) — мамлюкский султан Египта в 1422—1438 годах из династии Бурджитов. В период его правления Мамлюкский султанат достиг своих максимальных размеров.

## Внутренняя и торговая политика
В 1423 году Барсбей установил государственную монополию на производство сахара, а затем и на выращивание сахарного тростника, что привело к быстрому росту цен на сахар. Это вызвало широкое недовольство среди египтян, поскольку сахар, помимо прочего, использовался при изготовлении лекарства от чумы. Кроме этого, Барсбей предпринимал постоянные попытки взять под свой полный контроль торговлю целым рядом товаров, производившихся в Сирии.
Барсбей стал последовательным продолжателем политики мамлюкских султанов по установлению полного контроля над торговлей на Красном море. Еще султан аль-Муайяд (1412—1421) решил перенаправить основные потоки красноморской торговли из Адена в порт Джидды, для чего начал переговоры с шерифом Мекки, под контролем которого находилась Джидда и большая часть Хиджаза. Барсбей стал действовать более решительно и осенью 1423 года ввёл свои войска под командованием амира миа («эмира сотни») Сайф ад-Дина Куркумаса в Хиджаз, укрепив свой сюзеренитет над Мекканским шарифатом и взяв Мекку и Джидду под свой военный и политический контроль. Шерифу было предписано передавать в казну султана Египта всю джизью и харадж, собранные в порту Джидды, а с января 1425 года ещё и пошлины с товаров, привозимых в Джидду из Индии. Барсбей назначил специального чиновника, который ежегодно посещал Хиджаз и контролировал сбор таможенных платежей. Чтобы устранить конкуренцию порту Джидды со стороны других портов Красного моря Барсбей в 1426 году разрушил приморский город Айдаб, продолжавший в нарушение запрета принимать корабли, и поставил под свой контроль порты Кусайра и Суакина. В 1427 году он расширил порт Джидды, построил в нём новые склады и возвёл мечеть. Одновременно султан попытался установить дружественные отношения с расулидским правителем Йемена, несмотря на предложение своего окружения захватить Аден силой. Египетские послы были доброжелательно приняты в Йемене, однако из-за нападения мамлюков, сопровождавших послов, на одно из йеменских селений переговоры были прекращены и послы вернулись к Барсбею ни с чем.
Затем, стремясь ещё более увеличить доходы своей казны, Барсбей ввёл монополию государства на торговлю с индийскими купцами в порту Джидды — египтянам было запрещено торговать в этом порту, а индийцы могли вступать в торговые операции только с представителями султана и покупать в Джидде товары по фиксированным ценам, установленным лично Барсбеем. Государственная монополия касалась торговли зерном, мясом, перцем и александрийскими тканями. Транзит индийских товаров, ввозимых через порт Джидды и далее вывозимых за пределы Мамлюкского султаната, Барсбей обложил экспортными пошлинами. Особое внимание Барсбей уделял торговле перцем: он лишил египетскую купеческую гильдию Карими, специализировавшуюся на импорте пряностей, права торговать перцем и передал его своим специальным торговым агентам (туджжар аль-хасс), тем самым получив возможность заниматься масштабными спекуляциями этим товаром. Теперь Барсбей стал сам устанавливать цены, по которым его агенты продавали перец европейским оптовым покупателям. В 1432 году султан через своих агентов скупил в Джидде всю партию перца по 50 динаров за химль, а затем заставил торговые дома, продавшие ему перец, купить этот же самый перец, но уже по 80 динаров за химль. В другой раз Барсбей ввёл запрет на покупку индийских пряностей и через некоторое время как монопольный покупатель скупил у индийцев скопившиеся в Джидде пряности по самым низким ценам. После того как египетские купцы распродали все свои запасы, султан продал им скупленные в Джидде пряности по монопольно высоким ценам. Европейские купцы искали способы обойти жёсткие монопольные правила, установленные султаном Египта, в частности, венецианцы начали закупать пряностями прямо на своих кораблях в порту Александрии, не сходя на берег, что лишило казну Барсбея поступления таможенных пошлин с этих операций. Султан вынужден был временно снизить цены на перец, однако в последующие годы продолжил настойчиво вытеснять европейских купцов с рынков Александрии, Дамаска, Бейрута и Триполи.

## Внешняя политика

### Завоевание Кипра
Внешняя политика Барсбея носила экспансионистский характер — султан стремился расширить границы мамлюкского государства в направлении Южной Анатолии
(Диярбакыр) и Хиджаза, а также установить контроль над Кипром. Последнее было обусловлено тем, что остров стал настоящей базой каталонских пиратов, которые при поддержке Кипрского королевства регулярно нападали на прибрежные районы Сирии и Египта и захватывали торговые корабли в Восточном Средиземноморье, уводя в рабство пленённых мусульман. По договору 1414 года кипрский король Янус (Жан) де Лузиньян обязалось перед мамлюкским султаном аль-Муайядом положить конец пиратству в Восточном Средиземноморье, однако после прихода к власти Барсбея Кипр не только фактически устранился от исполнения принятых на себя обязательств, но и открыто стал поощрять пиратов, действовавших против Мамлюкского султаната.
Король Кипра открыто провоцировал египетского султана — в 1422 году королевская эскадра захватила египетское судно, посланное Барсбеем с подарками турецкому султану Мураду II. Тогда же каталонские пираты при поддержке Кипра напали на Александрию и захватили товары стоимостью 100 тысяч динаров. В 1424 году пираты захватили два мусульманских корабля у Дамьетты и в том же году пиратская эскадра под командованием двух кипрских офицеров, Филиппа де Пиккиньи и Жана Газела, захватили пленников на побережье Сирии. Пленникам, однако, удалось бежать и добраться до Каира, где они поведали о бесчинствах киприотов самому султану. Согласно Ибн Тагриберди, летом 1424 года разгневанный Барсбей приказал взять под стражу всех европейских купцов в Александрии, Дамьетте и Сирии. В августе того же года Барсбей направил на Кипр первую небольшую эскадру. Пополнив запасы в Фамагусте, принадлежавшей в то время генуэзцам, египетская эскадра напала на Лимассол и, одержав победу, в середине октября вернулась домой. В конце года Барсбей начал строительство новых военных кораблей и возведение фортификаций на береговой линии к востоку от Александрии, а также усилил гарнизоны портов.
В апреле 1425 года кипрские пираты вновь напали на побережье Сирии и прошли от Тира до Триполи. В июне Барсбей направил на Кипр внушительное войско на более чем сорока кораблях, которое высадилась у Фамагусты при полной поддержке местных генуэзских властей. Одержав победу над пиратами и киприотами, войска Барсбея разграбили Ларнаку, сожгли Лимассол и в конце августа 1425 года с богатой добычей вернулись в Египет. В общей сложности с Кипра было привезено 1060 пленников, а для переправки награбленных товаров (сукно, шерсть, сундуки и сосуды, железо, оружие) из порта Каира в касбу был снаряжен караван из ста семидесяти носильщиков, сорока мулов и десяти верблюдов. Пленные киприоты были проданы на невольничьем рынке, причём Барсбей запретил при продаже разделять детей и родителей. Выручка от их продажи составила 18 800 динаров, часть этих денег султан выплатил участникам похода. После этого Барсбей стал готовить экспедицию с целью полного завоевания Кипра, при этом он открыто обвинил в развязывании войны короля Кипра. Янус обратился за военной помощью к Венеции, однако получил категорический отказ.
Завоевательный поход против Кипра Барсбей начал 10 мая 1426 года, а 3 июля его войска с боем взяли и разграбили Лимассол. 2 июля король Кипра во главе войска из 1600 рыцарей и 4000 пехотинцев выступил из Никосии навстречу врагу. Барсбей направил королю Янусу послов с предложением мира, но оно было заносчиво отвергнуто королём и его окружением (при этом послы Барсбея были подвергнуты пыткам и казнены). Янус ждал помощи от госпитальеров, но она так и не пришла. 7 июля мамлюки Барсбея наголову разбили кипрское войско у Хирокитии, захватив в плен раненого кипрского короля Януса. 11 июля египетские войска под командованием эмира Тагрибирди аль-Махмуди без боя вошли в Никосию. Мамлюки разграбили город, разрушили и сожгли королевский дворец, после чего 18 июля погрузились на корабли и отправились в Египет с богатой добычей и огромным количеством пленных киприотов, включая короля Януса де Лузиньяна. В Каире король Кипра вынужден был принести Барсбею клятву вассальной верности, а в качестве выкупа султан потребовал от него 200 тысяч дукатов (по другим данным, 200 тысяч динаров). Половину этой суммы Янус заплатил при освобождении, вторую половину обязался выплатить в течение года после возвращения на Кипр (первая выплата в размере 50 тысяч поступила в Каир в октябре 1427 года). Деньги на выкуп Януса собирали по всей Европе под руководством папы Мартина V. По условиям вассального договора, Кипр стал данником Египта и должен был ежегодно уплачивать Барсбею 5 тысяч дукатов. Эта дань в дальнейшем ежегодно выплачивалась всеми преемниками Януса, включая венецианцев. Кроме того, каждому новому королю Кипра перед вступлением на престол необходимо было получить одобрение султана Египта. Всё это позволило Барсбею пополнить казну и рассчитывать на регулярный доход от кипрской дани. Каталонские пираты потеряли свою базу в восточном Средиземноморье, что позитивно сказалось на развитии морской торговли Египта с Европой, прежде всего, с Венецией. Орден госпитальеров стал всерьёз опасаться вторжения мамлюков на Родос (план захвата острова действительно рассматривался Барсбеем). В марте 1427 года ко двору Барсбея прибыл посланник госпитальеров с просьбой не начинать вторжение на Родос.

### Взаимоотношения с Арагоном
Завоевание Кипра дало лишь временный эффект, каталонские пираты вскоре возобновили нападения на мусульманские торговые корабли, пользуясь поддержкой арагонского короля Альфонсо V и рыцарей-госпитальеров с Родоса. Новой базой пиратов стала Сицилия, принадлежавшая королю Арагона. С другой стороны, жёсткая экономическая политика Барсбея и вытеснение европейских купцов с рынков Дамаска, Бейрута, Триполи, Александрии вынудили купеческие гильдии искать дипломатические способы влияния на султана Египта. Идя на встречу европейским гильдиям, Альфонс V при посредничестве госпитальеров начал переговоры с Барсбеем. Результатом его усилий стало заключение в 1430 году торгового договора, который гарантировал мусульманским купцам безопасность в Средиземном море, а европейцы вновь допускались на рынки Египта и Сирии. Спустя два года арагонцы не без основания заявили Барсбею протест на основании того, что его политика по регулированию цен на целый ряд товаров нарушает право купцов на свободу торговли, гарантированное договором 1430 года. Данное нарушение договора послужило для каталонских пиратов достаточным поводом для возобновления нападений на мусульман и вскоре у берегов Ливана и Сирии пираты захватили 23 мусульманских торговых судна. В ответ на это, следуя условиям договора 1430 года, Барсбей приказал арестовать имущество всех арагонских купцов, находившихся в Мамлюкском султанате, а самих купцов — выдворить за пределы государства. В 1436 году между Арагоном и Египтом был заключен новый договор, но и его положения очень скоро были нарушены. Каталонские пираты при поддержке Альфонсо V, стремившегося добиться доминирующего положения на Средиземном море, продолжали грабить не только мусульманских, но и итальянских торговцев. Отношения Барсбея с Арагоном продолжали портиться, однако средств на строительство и содержание флота, столь мощного, чтобы он мог надолго обеспечить безопасность торговли в восточном Средиземноморье, у Барсбея не было.

### Конфликт с Шахрухом

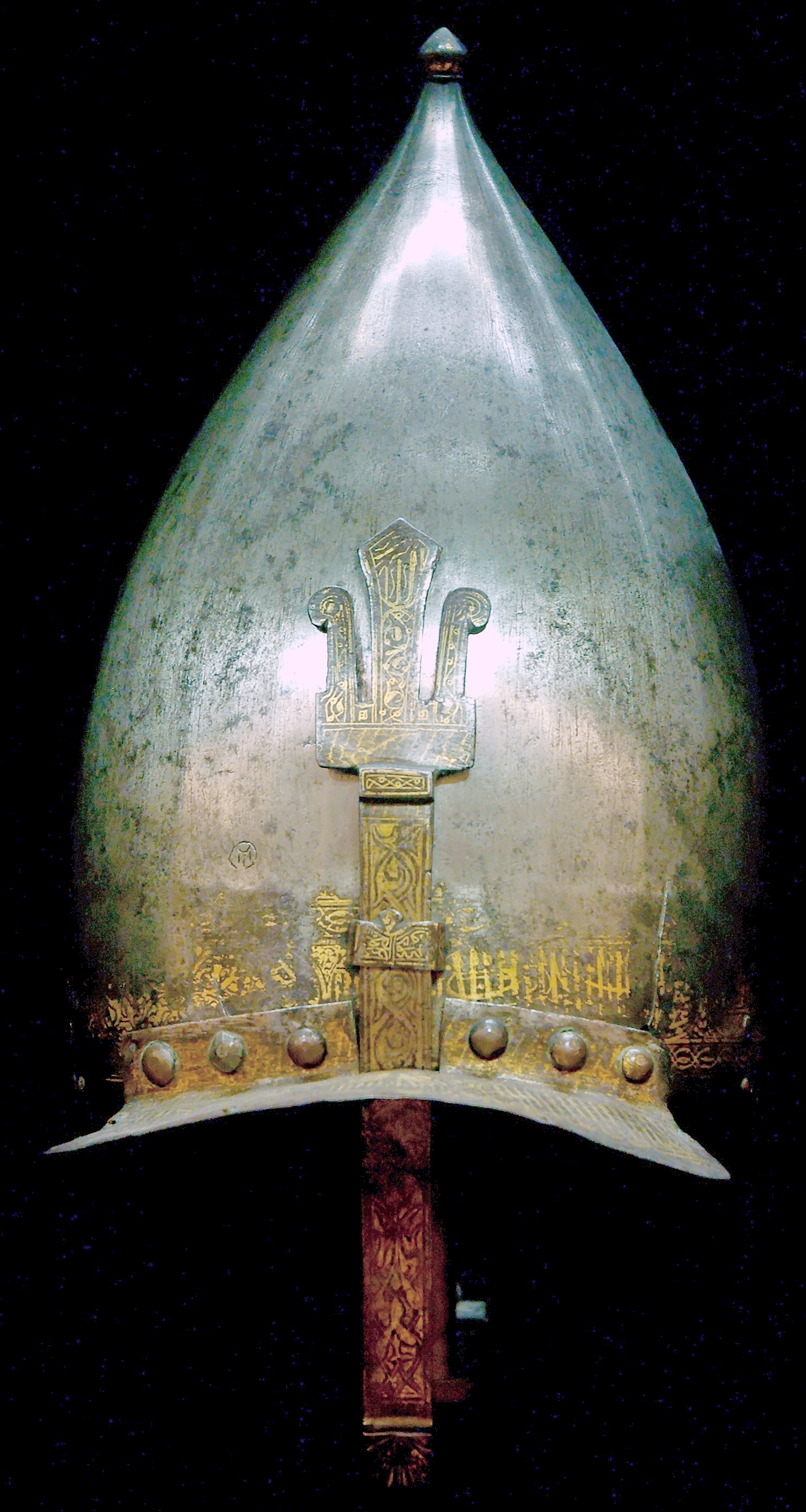
Шлем султана Барсбея. Лувр

Главным соперником Барсбея на востоке стал Шахрух — великий эмир Империи Тимуридов, стремившийся занять влиятельное положение в мусульманском мире и установить свой контроль над Хиджазом, где располагались священные для мусульман города Мекка и Медина. При поддержке Шахруха шериф Мекки фактически отказался признавать сюзеренитет султана Барсбея и тому пришлось отправить в Мекку и Медину египетские гарнизоны, после чего шериф вернулся к исполнению своих вассальных обязательств. В октябре 1429 года ко двору Барсбея прибыли посланцы Шахруха с просьбой прислать толкование хадисов аль-Бухари, написанное Ибн Хаджаром аль-Аскалани, и книгу по истории, созданную аль-Макризи. Кроме того, Шахрух писал Барсбею, что хочет прислать покрывало для Каабы. Все эти просьбы Барсбей отклонил. Шахрух поклялся добиться от мамлюков возможности укрыть священную Каабу и ещё несколько раз просил Барсбея дать возможность прислать покрывало, но ответом султана было молчание. Отношения Барсбея с государством Тимуридов с каждым годом портились всё сильнее.
В 1435 году Шахрух объявил османского султана, бея Ак-Коюнлу и правителя бейлика Караман своими наместниками в управляемых ими странах, а вскоре и к египетскому двору прибыл посол, который привёз Барсбею «ярлык» на управление Египтом в качестве наместника Шахруха. Взбешённый Барсбей приказал избить посла, затем связать его и окунать вниз головой в холодную воду до потери сознания. Когда же посол пришёл в себя, Барсбей отослал его назад и приказал передать Шахруху, чтобы тот в течение года явился и силой подтвердил свои претензии на сюзеренитет над Египтом, иначе никто не станет принимать всерьез его вздорные послания. После этого Барсбей больше не видел послов от Шахруха (следующее посольство Шахрух направил в Египет только после смерти Барсбея).

### Политика на юго-востоке Анатолии
Стремясь ещё более ослабить позиции Шахруха у восточных границ Мамлюкского султаната, Барсбей начал военные действия против укреплявшегося в Месопотамии союзного Тимуридам государства Ак-Коюнлу. Опустошив аль-Джазиру и разграбив Эдессу, Барсбей в конце мая 1433 года во главе своей армии подступил к хорошо укрепленной столице Ак-Коюнлу — Амиде (Диярбакыру). Султан попытался сходу взять город приступам, но потерпел неудачу, в которой обвинил своих мамлюков. Недовольный Барсбей встречал своих солдат, возвращавшихся с поля боя, ругательствами и злобными насмешки, что никак не способствовало укреплению боевого духа египетских войск. Несмотря на увещевания эмиров о необходимости правильной организации осады, Барсбей назначил новую атаку, заявив, что первыми в бой пойдут ветераны (каранис). В войсках стало нарастать недовольство. Взять Диярбакыр приступом так и не удалось, но через 35 дней осады к Барсбею прибыли явились послы правителя Ак-Коюнлу Кара Йулука Османа с предложением мира. Опасаясь мятежа среди своих воинов, Барсбей поспешно согласился заключить мир на ссамых выгодных для Ак-Коюнлу условиях — Кара Йулук Осман согласился чеканить имя Барсбея на монетах и упоминать его в хутбе, что являлось формальным подтверждением сюзеренитета султана Египта над Ак-Коюнлу. Принимая эти условия мира, правитель Ак-Коюнлу саркастически заметил, что согласился бы на них всего лишь за половину той суммы, которую Барсбей потратил во время похода и осады Диярбакыра «на подковы своих коней и коней своих войск». Египетские посланцы не стали передавать эти слова Барсбею. В начале июля 1433 года султан спешно уехал в Египет, а уже весной 1434 года стычки мамлюков с отрядами Ак-Коюнлу возобновились.

## Смерть и наследники
Султан Барсбей умер 6 или 7 июня 1438 года в Кире, завещав престол своему четырнадцатилетнему сыну аль-Азизу Юсуфу.